# Bromierzyk (gromada)
Bromierzyk – dawna gromada, czyli najmniejsza jednostka podziału terytorialnego Polskiej Rzeczypospolitej Ludowej w latach 1954–1972.
Gromady, z gromadzkimi radami narodowymi (GRN) jako organami władzy najniższego stopnia na wsi, funkcjonowały od reformy reorganizującej administrację wiejską przeprowadzonej jesienią 1954 do momentu ich zniesienia z dniem 1 stycznia 1973, tym samym wypierając organizację gminną w latach 1954–1972.
Gromadę Bromierzyk z siedzibą GRN w Bromierzyku utworzono – jako jedną z 8759 gromad na obszarze Polski – w powiecie sochaczewskim w woj. warszawskim, na mocy uchwały nr VI/10/4/54 WRN w Warszawie z dnia 5 października 1954. W skład jednostki weszły obszary dotychczasowych gromad Bromierzyk, Famułki Brochowskie, Famułki Łazowskie, Karolinów, Łazy Leśne i Władysławów ze zniesionej gminy Tułowice w powiecie sochaczewskim oraz obszar dotychczasowej gromady Bieliny ze zniesionej gminy Kampinos w powiecie nowodworskim w tymże województwie. Dla gromady ustalono 13 członków gromadzkiej rady narodowej.
31 grudnia 1959 z gromady Bromierzyk wyłączono (a) wsie Famułki Królewskie, Famułki Łazowskie i Władysławów, włączając je do gromady Wilcze Tułowskie oraz (b) wieś Bieliny, włączając ją do gromady Kampinos w tymże powiecie, po czym gromadę Bromierzyk zniesiono a jej (pozostały) obszar włączono do gromady Wólka Smolana tamże.